# Сенбере Тефері
Сенбере Тефері Сора (амх. ሰንበሬ ተፈሪ; англ. Senbere Teferi Sora; нар. 3 травня 1995) — ефіопська легкоатлетка, який спеціалузіється в бігу на середні та довгі дистанції.

## Спортивна кар'єра
Фіналістка двох Олімпійських ігор у бігу на 5000 метрів: 5-е місце у 2016 та 6-е місце у 2021.
Срібна призерка чемпіонату світу з бігу на 5000 метрів (2015).
Срібна призерка чемпіонату світу з кросу в індивідуальному заліку (2015).
Чемпіонка світу з кросу (2015) та срібна призерка чемпіоната світу з кросу (2017) в командному заліку.
Срібна призерка Континентального кубку ІААФ з бігу на 3000 метрів (2018).
Срібна призерка чемпіоната Африки з бігу на 5000 метрів (2018).
Бронзова призерка чемпіоната світу серед юніорів з бігу на 1500 метрів (2012).
Срібна призерка чемпіоната світу серед юнаків з бігу на 1500 метрів (2011).
Чемпіонка Ефіопії з бігу на 5000 метрів (2013, 2017).
Рекордсменка світу з шосейного бігу на 5 кілометрів у суто жіночих (англ. women only) забігах (2021).

## Основні міжнародні виступи
| Рік  | Змагання                      | Місто          | Місце | Дисципліна | Примітки         |
| ---- | ----------------------------- | -------------- | ----- | ---------- | ---------------- |
| 2011 | Чемпіонат світу серед юнаків  | Лілль          | 2     | 1500 м     |                  |
| 2012 | Чемпіонат світу серед юніорів | Барселона      | 3     | 1500 м     |                  |
| 2013 | Чемпіонат світу               | Москва         | 2заб8 | 1500 м     |                  |
| 2015 | Чемпіонат світу з кросу       | Гуйян          | 2     | крос 8 км  | Відео на YouTube |
| 2015 | Чемпіонат світу               | Пекін          | 2     | 5000 м     | Відео на YouTube |
| 2016 | Олімпійські ігри              | Ріо-де-Жанейро |       | 5000 м     | Відео на YouTube |
| 2017 | Чемпіонат світу з кросу       | Кампала        |       | крос 10 км | Відео на YouTube |
| 2017 | Чемпіонат світу               | Лондон         |       | 5000 м     | Відео на YouTube |
| 2018 | Чемпіонат Африки              | Асаба          | 2     | 5000 м     |                  |
| 2018 | Континентальний кубок         | Острава        | 2     | 3000 м     |                  |
| 2021 | Олімпійські ігри              | Токіо          |       | 5000 м     | Відео на YouTube |